# Peggy Guggenheim

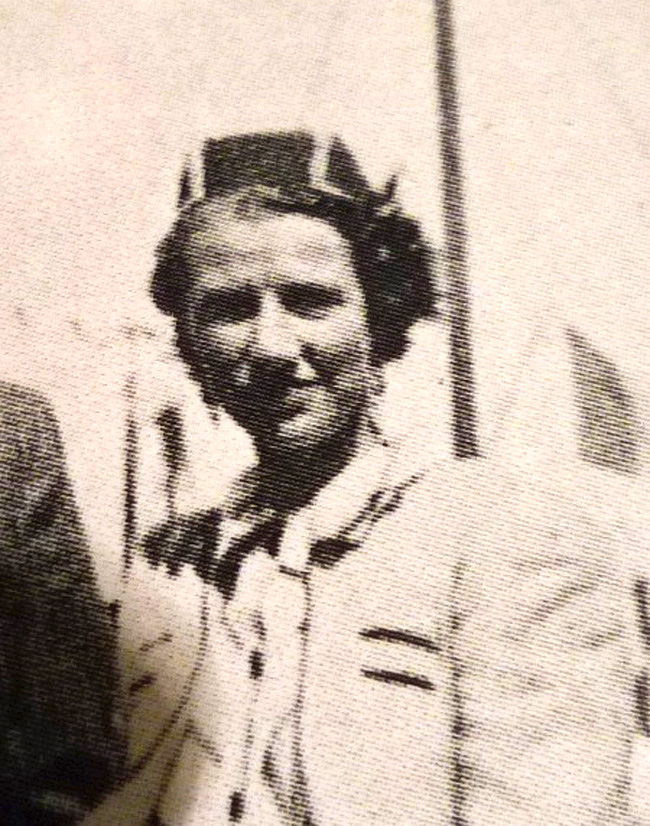
Peggy Guggenheim in Marseille, 1937

Peggy Guggenheim, eigentlich Marguerite Guggenheim (* 26. August 1898 in New York, USA; † 23. Dezember 1979 in Camposampiero bei Padua, Italien), war als Autodidaktin eine amerikanische Kunstmäzenin, Sammlerin und Galeristin der Kunst des 20. Jahrhunderts.

## Leben

### Herkunft
Peggy Guggenheim war eine von drei Töchtern des jüdischen New Yorker Geschäftsmanns Benjamin Guggenheim und dessen Frau Florette Seligman (1870–1937). Ihr Vater entstammte einer der wohlhabendsten Industriellenfamilien Amerikas; er kam 1912 beim Untergang der Titanic ums Leben. Ihr Onkel war der amerikanische Industrielle und Kunstsammler Solomon R. Guggenheim, Gründer der Solomon R. Guggenheim Foundation.

### Guggenheim in New York und Paris
Als Peggy Guggenheim im August 1919 volljährig wurde, erhielt sie ein Erbe von 450.000 Dollar, das sie von ihrer Familie unabhängig machte. Im Herbst 1920 trat sie ein Volontariat in der Buchhandlung „Sunwise Turn“ in New York an, wo sie viele Intellektuelle und Künstler kennenlernte. Im Dezember des Jahres ließ sie ihre Nase operieren, doch da die plastische Chirurgie noch in den Kinderschuhen steckte, misslang die Operation.
Im Jahr 1921 zog Guggenheim nach Paris, genoss das Leben der Bohème und lernte viele Künstler und Schriftsteller kennen, mit denen sie Freundschaft schloss, unter ihnen beispielsweise Djuna Barnes, Marcel Duchamp und Man Ray, der 1924 eine Porträtserie von ihr schuf. 1922 heiratete sie den französischen Maler und Bildhauer Laurence Vail; aus dieser Verbindung entstammen ihre beiden Kinder Sindbad (1923–1986) und Pegeen Vail Guggenheim (1925–1967). Nach acht Jahren wurde die Ehe geschieden. Vail neigte alkoholisiert zu Gewalttätigkeiten, und sie hatte sich in den britischen Schriftsteller John Holms (* 1897) verliebt, der alkoholkrank war und im Jahr 1934 verstarb.

### Galerie „Guggenheim Jeune“, London
Guggenheim begann sich auf den Ratschlag von Samuel Beckett, mit dem sie ab Dezember 1937 eine kurze Affäre hatte, mit zeitgenössischer Kunst zu beschäftigen und kaufte Werke der Avantgarde, unter anderem von Constantin Brâncuși, Georges Braque, Marc Chagall, Salvador Dalí, Marcel Duchamp, Wassily Kandinsky, Piet Mondrian, Wolfgang Paalen und Pablo Picasso. Duchamp beriet sie bei der Eröffnung ihrer Galerie Guggenheim Jeune, 30 Cork Street, London, die am 24. Januar 1938 mit einer Jean-Cocteau-Ausstellung stattfand. Es bedurfte vorher eines kompletten Einführungkurses in die moderne Kunst durch Duchamp, denn Guggenheim hatte, wie sie bekannte, vorher keine Kenntnisse darüber: „Ich konnte nicht ein modernes Werk vom anderen unterscheiden.“ Als Nächstes folgte eine Kandinsky-Ausstellung, und im Juni 1938 stellte sie Werke von Yves Tanguy aus, mit dem sie, sehr zum Missfallen von Tanguys damaliger Ehefrau Jeanette, eine Affäre hatte. Als sie einmal auf Kandinskys Bitte hin ihrem Onkel Solomon R. Guggenheim ein Bild des Malers, das sich ihr Onkel früher gewünscht hatte, für sein mit Hilla von Rebay 1939 eröffnetes kleines Museum, das Museum of Non-Objective Painting in Manhattan, anbot, erhielt sie ein brüskes Ablehnungsschreiben Rebays, wonach kommerzielle Angebote nicht erwünscht seien. Im Jahr 1939 schloss Guggenheim die Galerie wieder, da diese – trotz großer Medienaufmerksamkeit, die ihre Ausstellungen begleitete – keinen Gewinn abwarf.
Guggenheim kehrte nach Paris zurück. Dort erweiterte sie zu Beginn des Zweiten Weltkriegs ihre Sammlung täglich, da viele Künstler die Stadt verlassen und ihre Gemälde verkaufen wollten. Unter Anleitung von Marcel Duchamp und Howard Putzel, einem jungen Kunsthändler aus Kalifornien, kaufte sie für weniger als 40.000 Dollar den Grundstock ihrer großen Sammlung moderner Kunst, darunter Braque, Max Ernst, Giacometti, Kandinsky, Paul Klee und Mirò. Sie habe keine Ahnung gehabt, dass sie Kunst zu Schleuderpreisen erworben habe, sagte sie später. „Ich habe einfach bezahlt, was man mir sagte.“

### Flucht in die USA
Der amerikanische Journalist Varian Fry leitete in Marseille ein Hilfskomitee, das Emergency Rescue Committee, um Flüchtlingen die Ausreise aus dem Vichy-Regime Frankreichs zu ermöglichen. Guggenheim unterstützte das Komitee im Dezember 1940 mit einer Summe von 500.000 Franc. Unter den Emigranten waren Künstler wie Marc Chagall und Jacques Lipchitz. Guggenheim finanzierte beispielsweise die Ausreise von Max Ernst, dessen Werk als „Entartete Kunst“ diffamiert wurde, sowie die des surrealistischen Schriftstellers André Breton mit Familie. Doch auch Guggenheim, die jüdischer Abstammung war, musste mit ihrer Sammlung Frankreich verlassen und flog im Juli 1941 mit Max Ernst, mit dem sie befreundet war, von Estoril nach New York. Ihre Kunstsammlung hatte sie gesondert verschickt. Im Dezember 1941, kurz nach Weihnachten, fand die Heirat mit Max Ernst statt.

### Museum und Galerie „Art of This Century“, New York
In New York eröffnete Guggenheim im Jahr 1942 erneut eine Galerie, Art of This Century in der 30 West 57th Street, die zugleich Museum war, und förderte aus Europa emigrierte sowie neue US-amerikanische Künstler, unter anderem Jackson Pollock. Im Januar 1943 fand dort die Ausstellung Exhibition by 31 Women statt, bei deren Vorbereitung sich Max Ernst in die Malerin Dorothea Tanning verliebte, was zum Bruch der ehelichen Beziehung führte und 1946 zur Scheidung. Die Galerie, nach Plänen des Architekten Friedrich Kiesler ausgestattet, bestand bis zum 31. Mai 1947.

### Rückkehr nach Europa

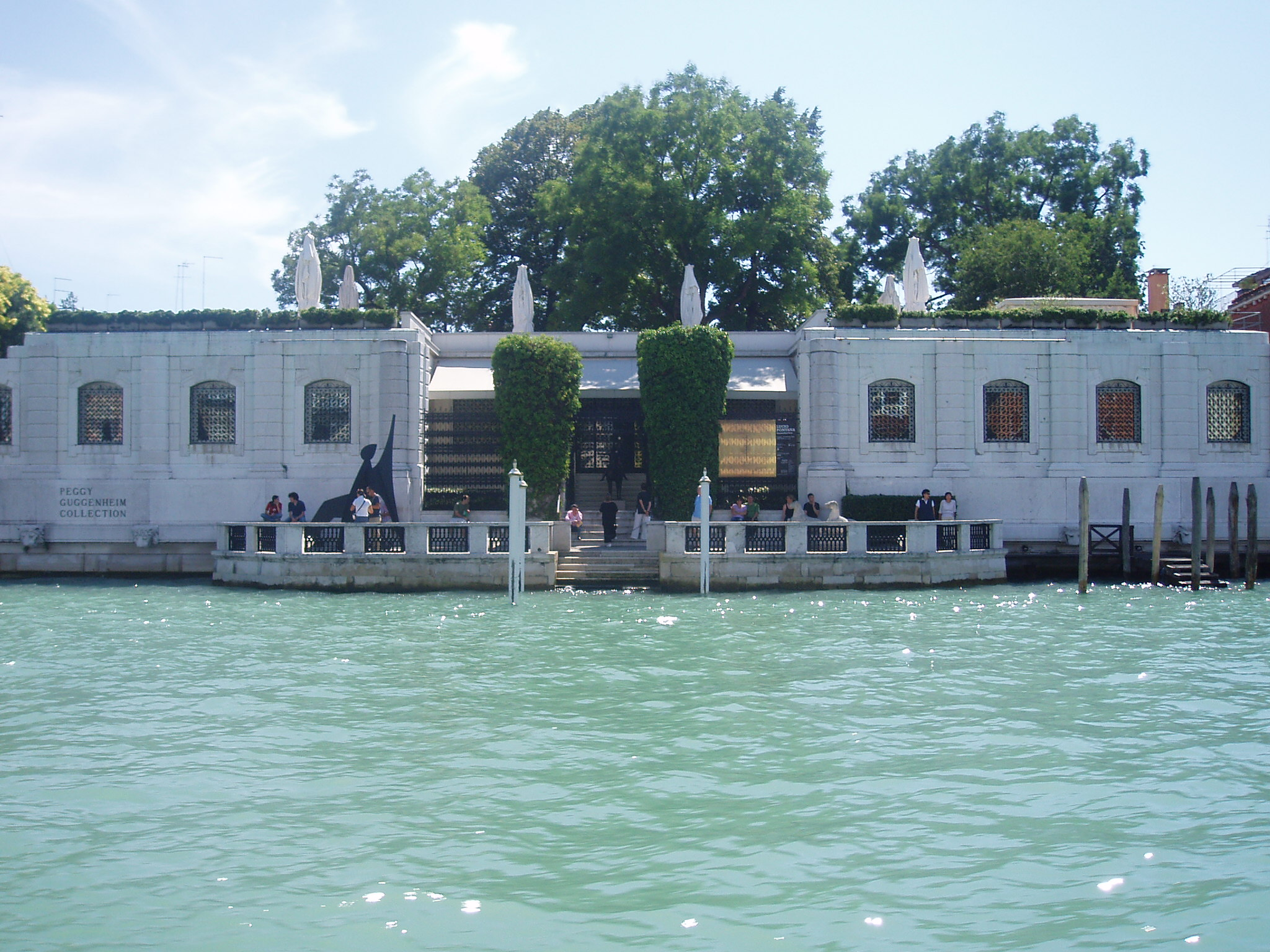
Das Haus der Peggy Guggenheim Collection in Venedig, vom Canal Grande aus gesehen

Eingang zur Peggy Guggenheim Collection im Palazzo Venier dei Leoni vom Canal Grande aus, vorn Marino Marinis Skulptur L’Angelo della Città

1947 kehrte Peggy Guggenheim nach Europa zurück und zog nach Venedig. Im Jahr 1948 erhielt Guggenheim die Einladung, ihre Kunstsammlung auf der Biennale von Venedig auszustellen. Sie wurde im griechischen Pavillon, der wegen des Bürgerkriegs leerstand, präsentiert. Im selben Jahr hatte sie den unvollendeten Palazzo Venier dei Leoni am Canal Grande mit Garten aus dem 18. Jahrhundert erworben und umbauen lassen. Seit 1949 nutzte sie ihn zugleich als Wohnung und als gelegentlichen Ausstellungsraum ihrer Sammlung, der ab 1951 in den Sommermonaten der Öffentlichkeit zugänglich war.
Die Tate Gallery in London stellte von Januar bis März 1965 den größten Teil von Guggenheims Sammlung aus und ehrte sie mit einem Festbankett. 1969 wurde sie vom Solomon R. Guggenheim Museum, New York, eingeladen, ihre Sammlung dort zu zeigen. Zu diesem Zeitpunkt entschloss sie sich, ihre Kunstsammlung sowie den Palazzo der Solomon R. Guggenheim Foundation zu vermachen.

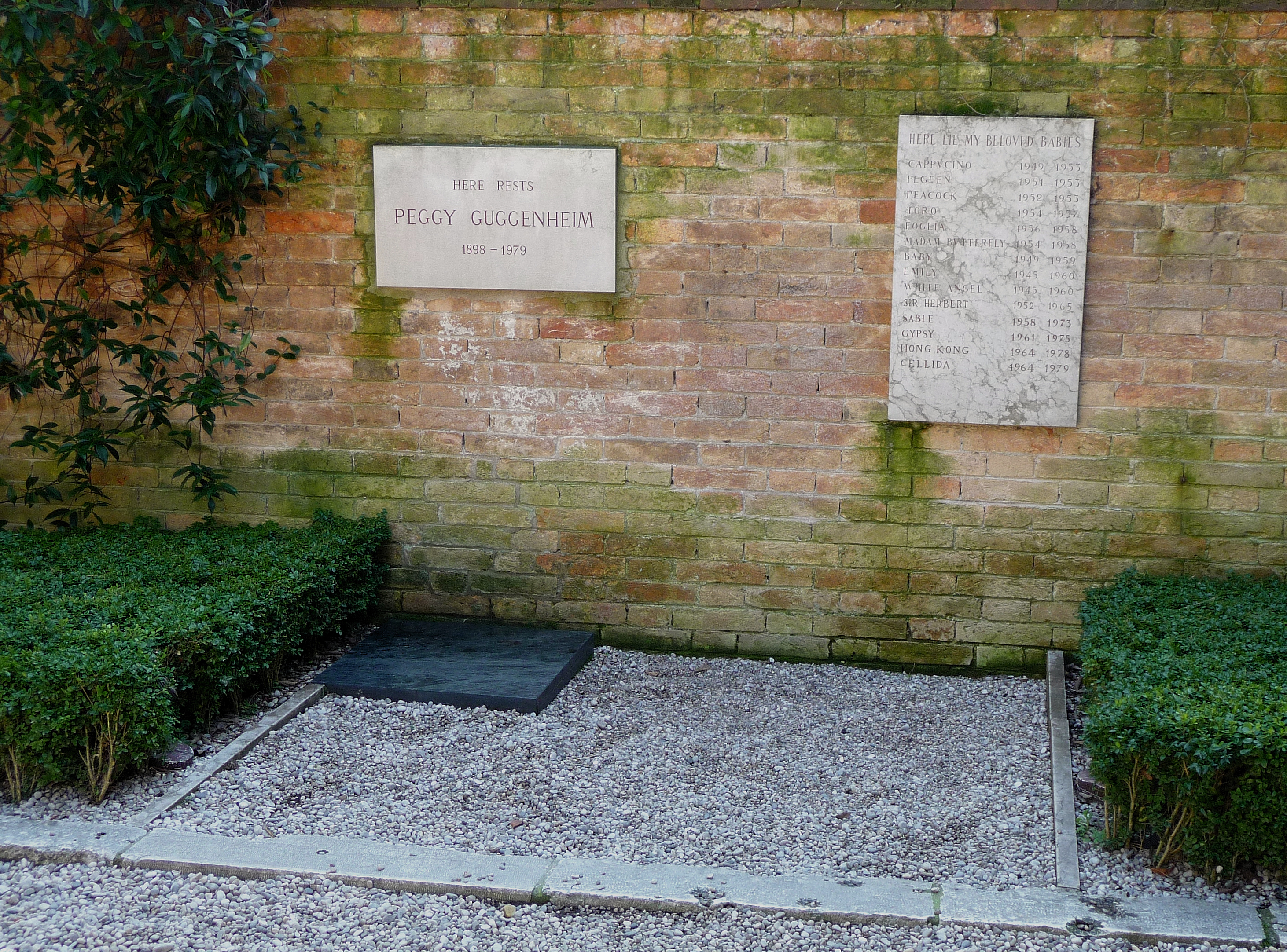
Grabstelle von Peggy Guggenheim und ihren Hunden

Peggy Guggenheim starb 1979. Ihr Grab und das Grab ihrer geliebten Hunde, Lhasa-Dogs, befinden sich auf dem Gelände des Museumgartens (später Nasher Sculpture Garden genannt) in Venedig. In den Räumen des Palazzo ist seit 1980 das Museum Peggy Guggenheim Collection untergebracht, das weiterhin ihre Sammlung ausstellt.
Ihr bewegtes Leben schrieb Guggenheim erstmals 1946 in der Autobiografie Out of This Century nieder. 1960 erschien das um private Details gekürzte und um kunstbezogene Ergänzungen erweiterte Werk erneut unter dem Titel Confessions of an Art Addict. Eine Ausgabe letzter Hand erschien postum 1980.
Viele der von ihr gesammelten Werke sind heute in Museen zugänglich; außer der bereits genannten Peggy Guggenheim Collection in Venedig ist es das Solomon R. Guggenheim Museum in New York sowie das Guggenheim-Museum Bilbao in Bilbao.
Peggy Guggenheim war die Schwiegermutter des französischen Malers Jean Hélion, der mit ihrer Tochter Pegeen von 1946 bis 1958 verheiratet war.

## Persönlichkeit
Guggenheim sah sich als „arme Guggenheim“, was aufgrund des relativ geringen Erbes nicht ganz falsch war, genoss aber weiterhin, „in Opposition zur obersten Schicht der Gesellschaft, in die sie hineingeboren war“, deren Privilegien. Im Gegensatz zu „anderen Guggenheims, die wohltätige Einrichtungen mit Hilfe des Familienvermögens gründeten“, nahm Peggy Guggenheim „nicht die Form einer Institution an und war zudem überaus persönlich“. Sie distanzierte sich von Anfang an von bestehenden Normen, und ihr Interesse an der Person des Künstlers ging meist ihrer Beschäftigung mit dem Kunstwerk voraus. Aufgrund der Missachtung jeglicher Konventionen galt sie als Rebellin, wurde zum „arbiter elegantiarum“ (Sachverständiger in Angelegenheiten des Geschmacks) und „galt in ihrer italienischen Wahlheimat schließlich als l’ultima dogaressa“ (die letzte Dogaressa).

## Film
Guggenheim spielte 1962 sich selbst in Eva von Joseph Losey. In dem Film Pollock, eine Biografie des amerikanischen Malers Jackson Pollock aus dem Jahr 2000, spielt Guggenheim eine wichtige Rolle, sie wird dargestellt von Amy Madigan. Regie führte der Hauptdarsteller Ed Harris.
Peggy Guggenheim: Art Addict ist ein Dokumentarfilm über Peggy Guggenheim; Regie führte Lisa Immordino Vreeland. Der Film hatte am 20. April 2015 auf dem Tribeca Film Festival seine Premiere.

## Publikationen
- Confessions of an Art Addict. Ecco Press, Hopewell, New Jersey 1997, ISBN 0-88001-576-4; dt. Ich habe alles gelebt. Bekenntnisse einer Sammlerin aus Leidenschaft. Bastei-Lübbe, Bergisch Gladbach, 10. Aufl. 2008, ISBN 978-3-404-12842-6.